# Верић
Верић (алб. Veriq) је насељено место у општини Исток, на Косову и Метохији. Према попису становништва из 2011. у насељу је живело 449 становника.

## Становништво
Према попису из 2011. године, Верић има следећи етнички састав становништва:
| Националност | 2011.        |
| Албанци      | 308 (68,60%) |
| Египћани     | 85 (18,93%)  |
| Бошњаци      | 53 (11,80%)  |
| Срби         | 1 (0,22%)    |
| други        | 2 (0,45%)    |
| Укупно       | 449          |

| Демографија | Демографија | Демографија |
| Година      | Становника  | Становника  |
| ----------- | ----------- | ----------- |
| 1948.       | 334         |             |
| 1953.       | 401         |             |
| 1961.       | 401         |             |
| 1971.       | 524         |             |
| 1981.       | 554         |             |
| 1991.       | 619         |             |
| 2011.       | 449         |             |